# Прибежище воителя (Коты-Воители)
«Прибежище воителя» — вторая книга манги из трилогии о Крутобоке. Она была издана в декабре 2007 года, а в России вышла в октябре 2010 года.

## Предыстория публикации
HarperCollins и TokyoPop договорились опубликовать трилогию книги-манги о Крутобоке, о этом было объявлено в феврале 2007 года. Она была написана Эрин Хантер и Дэном Джолли и проиллюстрирована Джеймсом Л. Барри.

## Аннотация
Путешествие Крутобока и Милли в поисках Грозовых котов только началось, а они уже столкнулись с препятствиями, которые кажутся непреодолимыми. Уйти от Двуногих оказалось далеко не так просто, как они ожидали. Когда друзья находят временное убежище, они сталкиваются с племенем кошек из сарая, и эта встреча ставит их путешествие под угрозу.

## История публикации
«Прибежище воителя» вышло 26 декабря 2007 года. В тот же день вышла книга «Темная река», вторая книга серии «Сила трех». «Убежище воителя» было опубликовано только в мягкой обложке.

## Сюжет
Милли и Крутобок продолжают путешествие. Забравшись на забор, они видят Высокие скалы, но, чтобы добраться до леса им придётся пересечь Гремящую тропу. Милли боится переходит дорогу, но Крутобок уговаривает свою знакомую пойти с ним. Когда они проходят через Гремящую тропу, Милли очень боится и не двигается. Но всё же Милли и её друг переходят препятствие.
Долгое путешествие изнуряет Милли и Крутобока. Милли предлагает остаться на ночлег, Крутобок соглашается. Проснувшись утром Крутобок сообщает, что теперь он может чуять всё, что чуял до прихода двуногих. Милли ловит мышку. Лесной кот замечает, что это путешествие ему даже нравится. Одной ночью, Крутобок рассказывает своей подруге о Звёздном племени, и Милли восхищается вольной жизнью.
Через 2 дня друзья понимают, что Высокие скалы слишком далеко. Они видят перед собой ещё одну Гремящую тропу, но Милли замирает на месте. Крутобоку приходится оттаскивать свою подругу от Гремящей тропы. Они натыкаются на ещё одно чудище, но только во много раз больше тех. Крутобок бежит за помощью в амбар. Но встречает не очень дружелюбных котов. Он просит их о помощи, коты всё же помогают Крутобоку найти Милли. Милли поранила глаза кукурузными листьями и не может идти дальше. Коты разрешают остаться друзьям в амбаре на ночлег. Крутобок лечит глаза Милли влажным мхом, но полностью  травма глаз не проходит. Крутобок представляет себя и Милли, коты в амбаре делают то же самое. Крепыш рассказывает новым знакомым их историю. Наутро Крутобок идёт на охоту, но Двуногий поливает его из шланга. Затем Двуногие выпускают собак. Он бежит в амбар, спасаясь от собак.
Крутобок и Милли лежат в амбаре, но сон не приходит к ним. Милли жалеет своих новых друзей. Наутро Крутобок охотится на мышей, но собаки застали его врасплох. Крутобок замечает, что собаки теперь гонятся за Всплеском. Он принимает внимание собак на себя. Крутобок теперь загнан в угол. Затем приходит Милли и просит собак уйти, и они уходят. Крутобок вспоминает о своей лесной жизни и о своре собак. Вернувшись в амбар, друзья рассказывают амбарным котам о подвиге Милли, и те очень сильно удивляются. Милли обучает котов, как прогонять собак.
Одной ночью собаки зашли в амбар. Крутобок волновался, что коты не справятся, но он ошибался. Однажды коты в амбаре спрашивают Милли, как поладить с Двуногими. Она отвечает, что она никогда не испытывала злобы Двуногих на себе. На следующее утро Крутобок и Милли идут охотиться на птиц и видят интересную картину. Маленькая Двуногая ходит возле пруда.  Крутобок и Милли волнуются за малышку и спасают её. Крутобок всё больше хочет вернуться домой в лес. На следующее утро друзья обнаружили, что Двуногие совсем по-другому относятся к амбарным котам.
Крутобок и Милли уходят из амбара. Крутобок в ужасе понимает, что Грозовое племя уничтожено.

## Отзывы
School Library Journal дал книге смешанный обзор, восхваляя «храбрость Милли», но также критикуя то, как колючий текст, используемый в разговоре людей, кажется очень странным, когда он используется с детьми ясельного возраста. В обзоре также критиковалось, что «произведение искусства просто компетентное, а рассказ (который не был написан Хантером) незначительный».

## Интересные факты
Ошибки:
- На обложке у Милли не было ошейника.

## Персонажи
Главные:
- Крутобок
- Милли